# 赤い光弾ジリオン
『赤い光弾ジリオン』（あかいこうだんジリオン、Red Photon Zillion）は、1987年4月12日から同年12月13日にわたり日本テレビ系列で全31話が放送されたタツノコプロ製作のSFアニメである。第17話以降は、『赤い光弾ジリオン 激闘編』（あかいこうだんジリオン げきどうへん）にタイトルが変更された。
『ジリオン』のネーミングは、「計り知れない数、膨大な無限に近い数字」という意味を持つ英語の“ZILLION”から転じて、「未知なるもの」という意味に由来する。

## 作品解説
1980年代のアメリカでは安全にサバイバルゲームができる光線銃に注目が集まり、『フォトン』など光線銃のサバイバルゲーム施設が流行していた。このような流れからセガ・エンタープライゼスが発売していた玩具『超高速光線銃ジリオン』の販促番組である。
セガの光線銃は『ジリオン』放映開始前から販売されていたが、パッケージ・商品名を番組の開始に合わせ変更している。銃や胸に付ける受信センサーのデザインの他、連射が効かない・バッテリー寿命が短いなどのストロボ式光線銃の弱点は、そのままアニメ作品中の演出にも生かされている。番組放映期間中にあったジリオン光線銃の大幅なモデルチェンジの際には、アニメでもこれに対応し、銃を作り直してニュージリオンとするエピソードが登場した。
セガにとっては、初のメディアミックス企画作品である。作中ではセガのゲーム『ファンタジーゾーン』のキャラクターであるオパオパが登場する他、第30話では「SEGA」とロゴが入った『SDI』がモチーフと思しきゲーム機をJJがプレイするシーンもある。
アニメファンの支持も得て、『アニメージュ』主催のアニメグランプリのグランプリ部門では『聖闘士星矢』に次ぐ2位、サブタイトル部門で2位、男性キャラクター部門では主人公のJJが1位、ヒロインのアップルが3位と上位に食い込んでいる。アニメ雑誌5誌による日本アニメ大賞ではファンからの投票で選ばれるファン大賞で、作品賞、男性キャラクター賞、女性キャラクター賞を独占した。この人気で、後述のCD、カセットテープ収録のボイスドラマ、OVAが発売された。
なお、後にセガから発売されたネットワークゲーム『ファンタシースターオンライン』および『ファンタシースターユニバース』では、形状や射撃音がニュージリオンそっくりの「ルビーバレット」という武器がレアアイテムとして登場している。

### 特徴
本作は、光線銃という小道具が主役メカであるため、白兵戦を売りとするSFアクションアニメとして企画された。さらに青春グラフィティとしての味付けがなされた。
質の高い作画とデザイン、敵味方共に魅力的なキャラクターとその魅力を引き出す演出と脚本、それを支える透明感あふれる音楽、単純な勧善懲悪に終わらせないスピーディーなストーリー展開など、完成度の高さが評価されて1987年当時のアニメ賞を数多く受賞し、OVA化もされた。
本作が激闘編で放送時間が移動されたのは、当時TBS系MBS制作10時前半枠で放送されていた『仮面ライダーBLACK』とぶつかるのを避けるためと言われている。
当初の企画案の中には、少年少女たちが夜の町に集合し、ジリオンバッジを付けるとあのスタイルに変身するという、ガッチャマンへのオマージュを思わせるようなものもあったという。この設定は、当時の放映されたCMにその名残と思しき演出がされている。

### サウンド
入江純が作り出す『ジリオン』の音楽は、視聴者と作品との一体感を作り上げる要素として多大な力を発揮した。主題歌シングル以外に発売された音楽盤は当初、サウンドトラック2タイトルのみだったが、ファンからの支持を背景にバラエティに富んだ企画盤が次々と発売された。2枚目の「WHITE NUTS」と4枚目の「お洒落倶楽部」にはパロディドラマが収録。特に「お洒落倶楽部」は、ほぼ全編がパロディで構成された。3枚目の「Let It Rock」は、ホワイトナッツのメンバーがバンドを結成したというイメージで製作された劇中BGMのボーカルバージョン、5枚目の「あぶないMUSIC」は、アップルがパーソナリティを務める架空のDJ番組という企画である。

### 演出
物語の主題は、圧倒的な戦闘能力で惑星を侵略してくる異星人に対して、特殊部隊の若者たちが死闘を繰り広げるという、シリアスな内容である。「ホワイト・ナッツ」のJJとチャンプのコンビ漫才を始めとして随所に盛り込まれる「お笑い」の要素が緩和剤になっている。

### 話数
本作は全31話というあまり例のない話数である。これは途中で打ち切られたわけではなく、玩具タイアップのアニメとして当初から予定されていた話数である。放映期間は3クール（37回）で、そのうち6回が傑作選と称する再放送である。
正味の話数もテレビアニメシリーズとしては少なく、都合によりカットされてしまったエピソードも多数存在する。最終回もアップルがJJの頬にさりげなくキスをして終わるという草案があったが、そこまでの馴れ初めを描くには話数が足りずボツになった。

### 製作体制など
今作の制作にはタツノコプロの本社スタッフは関わっておらず、当時制作デスクの一人だった石川光久がフリー・プロデューサーとして設立した竜の子制作分室が担当している。当時赤字続きで優秀なスタッフがどんどん辞めていくタツノコプロの状況に嫌気が差していた石川は、会社が無難に作ろうとしていた『ジリオン』を凄いものにして会社を見返そうと一念発起した。
そのためには自分が全責任を負う形にしなければならないと考えた石川は、まず親を説得し東京・八王子で農家を営む実家の土地家屋を抵当に入れ制作資金を捻出。そして自らいいと思ったり、仕事仲間から推薦された会社やスタッフを口説き落として回ったという。これらの下準備をわずか1週間で終わらせ、制作を任せてくれるように経営陣と営業に直談判。当初会社は28歳の石川にできる訳がないと拒んでいたが、紆余曲折の末、石川に『ジリオン』の制作が一任されたという。
なお、1話毎の制作費は580万円と、当時の平均的な1話分の制作予算1000万を大幅に下回っていた。全31話という当時の作品としては比較的短いスパンといえど、この低予算でクオリティを保ち続けたのは石川の手腕とスタッフの熱意によるところが大きいといえよう。
その後竜の子制作分室は、キャラクターデザインを担当した後藤隆幸の作画スタジオ「鐘夢（チャイム）」と合併し、有限会社アイジータツノコ（後のProduction I.G）として独立。OVA版『歌姫夜曲』はアイジータツノコ作品として制作された。そのため、本作はタツノコプロ作品であるが、Production I.Gの事実上のデビュー作である。
なお、石川光久自身は、竜の子制作分室の制作ではなく、本当は京都アニメーションの制作だと明かしている。かねてからタツノコプロ作品に動画や仕上げで参加していた京都アニメーションの姿勢を評価していた石川は、ジリオンの制作をある程度京都アニメーションに任せたという。
後にProduction I.G作品『攻殻機動隊』などを通じて世界に知られることになる沖浦啓之や黄瀬和哉などの現在では一線級として名高いアニメーターが本作には多数参加しており、彼らの初期の作風を知ることができる。沖浦と黄瀬は、当時『蒼き流星SPTレイズナー』の作画を担当していたアニメアールの主力原画マンで、『レイズナー』の終了に伴って本作にスライドし、アニメアール班・スタジオ・ムー班の外注スタッフとして作画監督を担当したという。特に沖浦の参加は石川のたっての願いで、オープニングアニメを担当したなかむらたかしからの「任せられるのは沖浦君しかいない」とのメッセージを携えて直々に口説いた。
また、数話のみだが、押井守もタツノコプロ時代の同僚の西久保の依頼により、「丸輪零」という変名で本作に参加しているという。押井守の劇場アニメ作品の制作をProduction I.Gが手掛けるようになったのは、本作が縁となっている。

## あらすじ
西暦2387年、「第二の地球」と呼ばれた植民惑星マリスで暮らす人類は、凶悪な宇宙の侵略者ノーザ星人の侵攻により危機に陥っていた。人類の兵器ではノーザ星人の装甲に歯が立たず、火力でも圧倒され、人類の滅亡は時間の問題だった。
そのとき、未知の超文明から3丁の銃が人類にもたらされた。ターゲットを分子崩壊によって消滅させるこの銃は、ノーザ星人に対して唯一の有効な武器であり、神秘の銃「ジリオン」と命名された。マリス防衛軍は、ジリオンを活用して戦局を打開すべく、ジリオンを持つにふさわしい3名のエキスパート／JJ、アップル、チャンプを選抜し、スペシャルチーム「ホワイト・ナッツ」を編成した。
以降、ホワイト・ナッツとノーザ星人の死闘が繰り広げられる。中でもホワイト・ナッツにより敗北を喫せられて以来、JJを宿敵としてつけ狙うノーザ軍指揮官バロン・リックスとの対決は壮絶を極めた。しかし、リックスはJJとの決着が果たされることなく「命の時」を迎えてしまう。「命の時」とは何なのか？ リックスによってノーザ星人の悲しき宿命が語られた。

## 登場人物
特に登場話数を記述していないキャラクターは第1話から登場。

### マリス軍
ホワイト・ナッツ
JJ
声 - 関俊彦（タイトルコール及び次回予告ナレーションも兼任）
2371年3月18日生まれ（16歳）、身長168cm、体重53kg、血液型はO型。自称「ホワイト・ナッツのハリキリボーイ」の熱血漢&食いしん坊。スポーツ万能だがすぐに先走ってしまう、せっかちで無鉄砲な一面を持つ。セオリーを嫌い、ノーザ軍のコンピュータでさえ予測不能な、出たとこ勝負での戦闘を得意とする。残弾やジリオンのエネルギー残量の確認を怠る悪癖があり、撃ちすぎていざという時にジリオンが使えずに窮地に陥ることが度々あった。こういった性格ゆえ、対照的なチャンプとはぶつかることもしばしばあった。以前はコヨタベースに所属。後に、本来は参謀本部・戦略部勤務のバード少尉という人物が選抜されるはずが、コンピュータミスによってホワイト・ナッツに選抜されたことが判明。Mr.ゴードの意向により続任となる。このミスについては、科学アカデミーの学者たちが何者かによるシステム介入説を唱えるが、結局は原因不明で終わった。自己申告により決められたコードネームの由来は、本名のイニシャルらしい。
就寝時はパンツを履かない主義。遅刻の常習犯であり、18話の時点で50回遅刻している。人気アイドル・セシルの大ファン。
チャンプ
声 - 井上和彦
2369年8月8日生まれ（18歳）、身長178cm、体重68kg、血液型はB型。マリス軍きっての射撃の腕前を誇るスナイパーで、睡眠時間は4時間で十分と豪語する。ホワイト・ナッツのアタックチームの中では最年長で、チームをまとめる司令塔的存在。洞察力にも長けている。キザでニヒルな女ったらしという反面、プライベートでは密かにレース編みが趣味という一面も持っている。基本的には冷静で余裕のある態度だが、JJと喧嘩となると同レベルにまで崩れる。狙撃時には、ジリオンに飛距離性能を向上させるアタッチメントを装着する。コードネームの由来は、射撃大会などの優勝経験から。原型は、キャラクターデザイン担当である後藤隆幸が作画監督を務めていたアニメ版『光の伝説』の夏川真生。
アップル
声 - 水谷優子
2370年4月13日生まれ（17歳）、身長165cm、体重50kg、血液型はA型。元情報部所属で、いつも張り合うJJとチャンプのまとめ役。JJをも負かす格闘能力とチャンプにも負けない判断力を兼ね備えた「戦う大和撫子」であるが、動物や子供好きで、時折女性らしい優しさに満ちた一面も見せる。戦闘ではオールラウンドプレイヤーだが、激闘編以降は、連射力を向上させるサブマシンガン型のアタッチメントを装着しての接近戦がメインのスタイルとなった。コードネームの由来は、アップルパイ好きからという説が有力。原型は、キャラクターデザイン担当である後藤隆幸が作画監督を務めていたアニメ版『光の伝説』の上条光。
デイブ
声 - 中村大樹
身長175cm、体重85kg、血液型はO型（17歳？）。地味な性格ながら抜群の存在感を持つ、ホワイト・ナッツのメカニック。空輸機ビッグポーターやサブメカの操縦、新兵器の開発、メンテナンス全般を担当する上、ジリオン銃のエネルギーとなるジリオニウムの管理責任者でもある。ホワイト・ナッツのアタックチームに内心憧れていたが、射撃の才能の無さからその夢は諦めていた。代わりにアタックチームのサポートに徹することを決意する。名前の通り肥満児だが、顔の贅肉を除けばかなりの美形に描かれている。
エイミ・ハリソン
声 - 本多知恵子
2371年5月16日生まれ（16歳）、身長155cm、体重46kg、血液型はAB型。Mr.ゴードの秘書官で、ホワイト・ナッツのマスコットガール的存在。ホワイト・ナッツメンバーへの伝令や、作戦時のオペレーターもこなす。性格はやや子供っぽく、泣き虫。時折ホワイト・ナッツのメンバーにコーヒーを振舞うが、影では「泥のようにマズい」と酷評を受けている。本来は一般人である彼女が、なぜ特殊部隊長官の秘書官という極めて重要なポストに就けたのは謎であるが、親類を通じてマリス軍上層部とのコネクションがあったからだという説もある。
Mr.ゴード
声 - 藤本譲
特殊部隊「ホワイト・ナッツ」の長官（48歳？）。バーンスタイン司令長官とは士官学校時代の同期で、主席を争っていた。最終的には自由への道を選び、ホワイト・ナッツの長官に就任。バーンスタインからの指令の下に作戦を立てて、ホワイト・ナッツへ指令を下す役目に回った。最終話直前にはエイミと共に、果敢な空中戦も披露した。葉巻とアナログの腕時計を愛用している。
バーンスタイン
声 - 小林修（ナレーションも兼任）
マリス軍の最高司令長官。マリス防衛の全権を担う。ゴードを通じてホワイト・ナッツに指令を下す。
アディ
声 - 神代智恵
【第1話、第22話】
ラニアベースで両親をノーザ兵に殺され、愛犬のエルと放浪中にJJに助けられた、男勝りな女の子。両親の死を認めたくないがためにウソをつくことを覚え、他の子供たちから「ウソつきアディ」と呼ばれるようになってしまう。現在はクリーニング屋のジルの家に居候している。初期設定では、ロコという名前の男の子とされていた。
パトロール兵
声 - A＝西村智博、B＝稲葉実
【第2話、第15話、第30話】
いろいろな場所に登場する、パトロール兵の凸凹コンビ。見張りをサボってギターばかり弾いている（曲はアレンジ版「ピュアストーン」）チビのAを、ゴツいBがどやすのが恒例。所属は不明。第15話では「E17パトロール」という名前が出ている。
JJの戦友たち
【第15話、第16話】
JJがマリス軍の部隊に所属していた頃の戦友4人組。どういった部隊で一緒だったかまでは、特に作中では語られていない。「あのJJを鍛えたのは俺達だ」という言葉通り、兵士としての戦闘能力はかなり高い。ホワイトナッツの援護として、それぞれバズーカ、アサルトライフル、投げナイフなどを駆使してノーザ兵を蹴散らしながら基地に突入し、挙句の果てには窮地に陥ったホワイトナッツメンバーをいとも簡単に救う活躍ぶりを見せる。さらには3人が大苦戦した超音波使いのスペシャルエリーターズを、時限装置つきのナイフ一本であっさり倒している。なお、それぞれのキャラクターの顔は制作スタッフがモデルになっており、準備稿の段階ではかなり本人そっくりに描かれていたという。
ニック
声 - 島香裕
巨体と頭に巻いたバンダナがトレードマーク。第16話におけるポープシティ攻防戦で負傷し、JJの目の前で息絶えた。キャラクターのモデルはチーフディレクターの西久保瑞穂。
ボー
声 - 西村智博
小柄な体格ながら性格は熱血漢。キャラのモデルは非公開。作画監督の浜崎博嗣によれば「決して木村信一（スタッフ）という特定の人物ではない。本人が気にしているようなので、面と向かって言わないように」とのことらしい。時限装置つきの投げナイフを愛用する。
マッシ
声 - 山寺宏一
長身に鉄兜を愛用し、性格はクール派。キャラのモデルはスタッフの真下耕一。アサルトライフル一丁でノーザ兵を蹴散らした。
モーガン
声 - 不明
わりと無口な性格で、いつもくわえ楊枝をしている。キャラのモデルは古川順康。当初案では「コガワ」から転じて「コーガン」と命名されていたが、響きに問題があるという理由から「モーガン」に変更された。ロケットランチャー（バズーカ）を愛用し、ボーやマッシと共にノーザ兵を蹴散らした。

### ノーザ軍
ノーザ兵
ノーザ星人の一般的な兵士。身に付けている装甲はライフル弾程度ではビクともしない。ハンドウェポンを使用するか、歩行メカのノーザレイカーに搭乗して出撃する。知能は高く、人類の言語を理解することができる。
アドミス
声 - 沢田敏子
ノーザ軍P38宙域の総指揮官。またの名を「ビッグマザー・アドミス」。種の存亡をかけてマリス侵攻に全力を尽くす。ネーミングの由来はプロレスラーのアドリアン・アドニス。
バロン・リックス
声 - 速水奨
P38地区・ノーザ軍マリス攻撃隊総指揮官（推定20歳）。またの名を「狂乱の貴公子」。どんなものでも切断でき、伸縮自在なムチにも変化する特殊金属の剣を携えている。第16話以降は全てを捨てて宿敵JJとの決着に執念を燃やし、そのためなら友軍をも裏切る反逆者となった。孤高の一匹狼的存在。ネーミングの由来はプロレスラーのリック・フレアー。
スペシャル・エリーターズ
ノーザ軍における、特殊訓練を受けた親衛隊の総称。殺人、情報活動、破壊工作といった様々なジャンルのスペシャリストがおり、8部隊で構成される。名前は登場しないが、第16話や第17話に登場するノーザもスペシャル・エリーターズである。
ノーザ・ウォーリアーズ
【第23話〜】
ノーザ軍の天才博士・Dr.カリガー（声：小野健一）が開発した戦闘サイボーグ集団。肉体が強化され、体内に火器を装備しているほか、ジリオンが命中した箇所を瞬時に切り離すことで身体がすべて分子崩壊してしまうことを防ぐ能力を持ち、ホワイト・ナッツを危機に陥れる。
ガードック
声 - 古田信幸、山寺宏一
ノーザ・ウォーリアーズのリーダー格。右手に大きな剣を装着し、左手に鋭い爪を持つ。また、右腕の剣や左手を伸ばして離れた敵を攻撃することができる。憑依能力も持っており、第26話ではマリス軍の兵士の体を乗っ取ってマリス星建国記念式典に潜入した。ネーミングの由来はプロレスラーのディック・マードック。
ナバロ
声 - 古田信幸
ノーザ・ウォーリアーズの一人。腕から発するビームやミサイルポッドランチャーを装備する重戦車タイプ。ネーミングの由来はプロレスラーのネグロ・ナバーロ。
ソラール
声 - 滝沢久美子、木藤聡子
ノーザ・ウォーリアーズの紅一点。俊敏な飛行能力と、腕から飛び出す数十メートルまで伸縮可能な鋭い剣を持つ。ネーミングの由来はプロレスラーのエル・ソラール。

## 登場メカ
特に記載が無い場合は、第1話から登場。
ジリオン関連
ジリオン（初期タイプ）【第1話 - 第11話】
惑星マリスを起源とする先史超古代文明からもたらされた3挺の銃。ジリオニウムをエネルギー源とし、発射される光線に触れた物体の分子結合力を瞬時に崩壊させる力を持つ。ただし媒体は均一でなければならず、霧の状態などではジリオニウムエネルギーが拡散してしまい威力が減少してしまう。使用する場合はジリオニウムが圧縮されたカートリッジを装填したエネルギーパックをベルトに装着し、コードによって接続された銃を操作する。エネルギーカートリッジひとつで約100発（連射間隔は0.5秒）が発射可能だが、限りある資源のためホワイト・ナッツの規定で1度の出撃で所持できるエネルギーパックは2つまでとなっている。なお、エネルギーパック交換後はチャージ完了まで30秒を要する。チャンプだけ、射程が延びる狙撃用の銃身延長アタッチメントとワイヤー式銃床を必要に応じて装着していた。
ニュージリオン 【第11話 - 】
第10話で破壊されたJJのジリオンのブラックボックスを使用してデイブが新たに開発した。銃身はエチルレン合金製。エネルギーパックを内蔵カセット式にしてコードレス化し、連射間隔0.2秒、エネルギーチャージ時間20秒と性能も向上した。また、ONにして2.5秒後に、エネルギーパックの全エネルギーを一撃で射出できるエネルギー解放スイッチが装備された。この機能は巨大な標的に対して絶大な威力を発揮するが、使用後はエネルギーパックを交換してチャージが完了するまで無防備になる諸刃の剣でもある。
JJのニュージリオンの開発が成功した後、アップルとチャンプのジリオンもニュージリオンに一新して改造された。JJが拳銃（ハンドガン）型なのに対して、アップルの銃は短機関銃型、チャンプの銃は小銃（ライフル）型と、各人の個性に合わせたカスタマイズが施された。専用アタッチメントを装着してカスタマイズしているので、作戦に応じて取り外して基本型の拳銃型への復元が可能。
ジリオン・バズーカ 【第26話 - 】
第26話の「殖民自治政府マリス建国式典」で会場護衛の警備兵が使用。基本的にはブラックボックスを用いず、人類が解析可能な技術力の範囲で実体弾にジリオニウムを使用し、通常のバズーカのように推進薬で発射する方式で威力は落ちるが、ジリオニウムの備蓄量に伴う、左記弾頭の使用制限（通常火薬による砲弾も使用可能）があるとはいえ、ある程度の量産が可能。
ブラックボックス
ジリオンの中枢部品。ジリオンの銃身の機構は人類にも理解可能なものであり、ニュージリオンはその知識をもとに制作された。しかし中枢部品は人類の科学力では分解も分析もできず、動作原理はもちろん目的や機能すらわからない完全なブラックボックスであり、ゆえにジリオンは世界に3挺しか存在しない神秘の銃とされる。
なお、最終話（第31話）ではブラックボックスの真の能力と意志が明かされることになる。

オパオパ：声 - 本多知恵子
身長（全長？）38cm、重量16.8kg。デイブがホワイト・ナッツのマスコットとして作った、感情を持つ小型メカ。片言の言葉を話すことができる。反重力ユニットにより浮遊したり、低速飛行用の羽や高速飛行用の噴射ノズルを搭載している。二足歩行も可能で、体内にはマジックハンドを収納されている。他にネットワークコンピュータとのリンクや古代言語の解析能力なども備えている。真剣になると紙製の眉毛（JJがイタズラ心で作ったもの）をつける。なお、オパオパはもともとセガのシューティングゲーム『ファンタジーゾーン』に登場するキャラクターである。
ウパウパ：声 - 滝沢久美子
【第25話 - 】
第24話のオパオパの活躍後、気をよくしたデイブが新たに作ったオパオパの妹分。セガのゲーム『オパオパ』の2Pキャラクターから名前を採っているがカラーリングは大きく異なり、放映当時に発売されていた「オパオパ」の玩具に準じた物となっている。
ビッグポーター
白塗装のホワイト・ナッツの四発大型輸送機。元々はマリス空軍の大型軍用輸送機を改造したもので、任務に合わせた空（エアロ）と海（アクア）と陸（ランド）のキャリッドマシンを後部に搭載して目的地まで運搬可能。操縦はデイブが担当し、アタックチームの任務遂行中は空中で待機する。機首には砲塔と銃座が装備されており、デイブが火力支援に入ることもある。最大速度マッハ1.8（高空にて）。
エアロキャリッド
【第2話 - 】
青色塗装の大気圏・宇宙空間両用の航空機。実質的には高速軽輸送・連絡機や軽爆撃機に相当する設計だが、機動性に優れた大気圏内用の制空戦闘機を持たないノーザ軍に対しては「戦闘機」として十分通用する。ビッグポーターで近づけないような場所への移動、空中戦などに使用される。航続距離が他のキャリッドに比較して長い、ビッグポーターに合体せずに単体での運用も可能。ビッグポーターでの運搬時は、主翼・尾翼を折り畳んだ状態で収納され、空中での分離・合体が可能。最大速度マッハ3.8（高空にて）。
アクアキャリッド
【第3話 - 】
黄色塗装の潜水艇で艇首を開いてトライチャージャーを揚陸・回収可能な揚陸艇としての機能を併せ持つ。惑星マリスの地表は60％が水面であるため、活動の幅は幅広い。ビッグポーターでの運搬時は両側の推進機を折り畳んだ状態で収納。最大航行速度は、海上103ノット／水中68ノット。滝を登る能力も持つ。激闘編以降は出番は減少。
ランドキャリッド
赤茶塗装の地上用装甲兵員輸送車(APC)。惑星マリスの陸地は未舗装の未開拓地が多いため、あまり活躍できなかった。ビッグポーターでの運搬時は他のキャリッドマシンのような折り畳み等の変形を必要とせず、車輪はそのままビッグポーターの離着陸用の降着装置としても使用可能。最大時速136km（舗装道路にて）。
ライディングセプター
ホワイト・ナッツの個人活動水準を向上させるためのサイドカー。選択装備時はキャノン砲を搭載したキャノンセプターと、同乗者による操作が可能な機関銃を搭載したカーゴセプターを任務に応じて換装する。キャノン砲はトライチャージャーの戦闘強化服形態の手持火器としても使用できる。
トライチャージャー
【第6話 - 】
デイブが開発した三輪オートバイ（トライク）型のバギー。ラインディングセプターよりも悪路に強いバギー形態（最大時速310km）と、身体の一部を解放型とした戦闘強化服に変形するアーモレーター形態、アーモレーターの状態で正座形態になり後輪で走行する中間形態（ニーリング形態）の3形態に変形可能。なお、中間形態は設定画や変形玩具の箱絵や説明書でも紹介されたが、劇中では未登場。アーモレーター形態の場合はジリオン銃を使用不可能だが、短時間の空中飛行が可能で白兵戦における機動性、及び搭乗者の装甲による防護性能は格段に向上し、その能力は拳銃程度の小火器では傷一つ付かない装甲を誇りノーザ軍歩行メカのノーザレイカーを格闘パワーで圧倒するほどである。第14話ではJJが、三輪オートバイ（トライク）のまま、アーモレーター形態時用の手首だけを出して、窪みにはまった従軍看護婦「セシル」の運転する医療車両を押し上げるという器用さも見せてくれた。ちなみに、第7話でJJはこのトライチャージャー1輛で、副官ドランの小隊を壊滅させている。
ヘッドギア
戦闘時ホワイトナッツの3人が頭部に装着している防具。ジリオンの照準やレーダーおよびセンサーの機能を持つアイパッチディスプレイ、仲間同士で無線交信を行うインターカムが装備されている。初期の設定ではプロテクタースーツと共にヘルメット装着案も企画されていたが、主要登場人物の顔が見えないと、視聴者にとって個人識別が出来ず、また表情が見えず芝居もさせにくいことから、部分的なプロテクターのみという最低限の装備に変更された。

### ノーザ軍側
ノーザ・レイカー
ノーザ軍の二脚式鳥脚歩行型陸上用機動兵器。この名称は「ムーンレイカー (伝承)」に由来するマリス軍のコードネームであって、ノーザ側の呼称ではない。マリス大気圏内での飛行能力は持たないが、その機動力と火力は、ライディングセプター単体で対抗するにはやや荷が重く、トライチャージャーの空中飛行による機動・格闘性能や、ビッグポーター・各種キャリッドの火力支援を必要とした。大腿部接続部前方に固定火器を持つ他、中距離砲やミサイル類を追加装備した砲兵任務用の派生型が本編にたびたび登場した。資料本などの記載によれば、元来はノーザ軍側で土木作業や工兵用途に使用されていた機体を改造したものとのこと。

## スタッフ
- 製作 - 九里一平
- 企画 - 嶋村一夫、井上明
- 文芸構成 - 関島真頼
- 設定協力 - 伊東恒久
- キャラクターデザイン - 後藤隆幸※
- オープニング - なかむらたかし
- メカニックデザイン - アンモナイト (デザイン集団) （小川浩、大倉宏俊、小野隆嗣）
- 音楽 - 入江純
- 美術監督 - 多田喜久子
- 撮影監督 - 橋本和典、古橋一太、森田俊昭
- 制作プロデューサー - 石川光久
- プロデューサー - 武井英彦、大野実、岩田弘
- チーフディレクター - 西久保瑞穂
- オープニング作画・メカ作監 - 中村勝
- 美術担当 - 田原優子
- 編集 - 三木幸子、吉田千尋
- 録音ディレクター - 清水勝則
- 音響効果 - 野口透・井上裕（アニメサウンドプロダクション）
- メカデザイン協力 - 青井邦夫
- 制作協力 - 竜の子制作分室、京都アニメーション、八田英明、I.Gタツノコ
- 協力プロダクション - タマプロダクション、きのプロダクション
- 制作 - タツノコプロ

補足事項
※第1話登場のメインキャラクター、サブキャラクターのみ。以降は各話の作画監督が担当。

## 主題歌
オープニングテーマ「ピュアストーン」
作詞 - 戸沢暢美 / 作曲 - 大内義昭 / 編曲 - 小林信吾 / 歌 - 結城梨沙
エンディングテーマ
「Push!」（第1話 - 第20話）
作詞 - 戸沢暢美 / 作曲 - 入江純 / 編曲 - 小林信吾 / 歌 - 結城梨沙
「Rock Candy」（第21話 - 第31話）
作詞 - 麻生圭子 / 作曲 - 小森田実 / 編曲 - 入江純 / 歌 - 結城梨沙

## 各話リスト
| 話数                    | 放送日         | サブタイトル                  | 脚本     | コンテ              | 演出       | 作画監督 |
| ----------------------- | -------------- | ----------------------------- | -------- | ------------------- | ---------- | -------- |
| 第1話                   | 1987年 4月12日 | コードネームはJJ              | 伊東恒久 | 西久保瑞穂 小林哲也 | 小林哲也   | 後藤隆幸 |
| 第2話                   | 4月19日        | 頭上の敵をうて!               | 伊東恒久 | 丸輪零              | 五月女有作 | 浜崎博嗣 |
| 第3話                   | 4月26日        | チャンスは0.1秒!              | 山崎晴哉 | 綴爆                | 綴爆       | 渡辺章   |
| 第4話                   | 5月3日         | 姿なき忍者部隊のわな          | 伊東恒久 | やまざきかずお      | 小林哲也   | 水村良男 |
| 第5話                   | 5月10日        | アップル命令違反!?            | 渡辺麻実 | 古川順康            | 五月女有作 | 井口忠一 |
| 第6話                   | 5月17日        | 発進トライチャージャー        | 山崎晴哉 | 石山タカ明          | 小林哲也   | 浜崎博嗣 |
| 第7話                   | 5月24日        | 死闘! JJ対リックス            | 伊東恒久 | 綴爆                | 綴爆       | 水村十司 |
| 第8話                   | 5月31日        | 海底基地をぶっとばせ!         | 渡辺麻実 | 貞光紳也            | 五月女有作 | 水村良男 |
| 第9話                   | 6月7日         | ぬすまれたジリオン            | 渡辺麻実 | 山口直樹            | 殿勝秀樹   | 井口忠一 |
| 第10話                  | 6月14日        | 炎! リックスの逆襲            | 伊東恒久 | やまざきかずお      | 栗山美秀   | 松本勝次 |
| 第11話                  | 6月21日        | 新ジリオン誕生!               | 伊東恒久 | 貞光紳也            | 貞光紳也   | 浜崎博嗣 |
| 第12話                  | 6月28日        | 撃て! トリプルシュート        | 山崎晴哉 | 綴爆                | 五月女有作 | 沖浦啓之 |
| 第13話                  | 7月5日         | 怒れシャッターチャンス        | 渡辺麻実 | 小林哲也            | 小林哲也   | 水村良男 |
| 第14話                  | 7月12日        | 戦場のナイチンゲール          | 伊東恒久 | 貞光紳也            | 貞光紳也   | 井口忠一 |
| 第15話                  | 7月19日        | 生か死か!? 宿命の対決（前編） | 山崎晴哉 | 丸輪零              | 岡田聡     | 松本勝次 |
| 第16話                  | 7月26日        | 生か死か!? 宿命の対決（後編） | 山崎晴哉 | 綴爆                | 綴爆       | 浜崎博嗣 |
| 赤い光弾ジリオン 激闘編 |                |                               |          |                     |            |          |
| 第17話                  | 9月6日         | 涙! JJをさがせ                | 渡辺麻実 | 山口直樹            | 殿勝秀樹   | 沖浦啓之 |
| 第18話                  | 9月13日        | ノーザの美しき挑戦            | 伊東恒久 | 小林哲也            | 小林哲也   | 水村良男 |
| 第19話                  | 9月20日        | 勝負! コインを投げろ          | 山崎晴哉 | 貞光紳也            | 貞光紳也   | 井口忠一 |
| 第20話                  | 9月27日        | 失恋パワーでけちらせ          | 渡辺麻実 | 綴爆                | 栗山美秀   | 松本勝次 |
| 第21話                  | 10月4日        | 激突! ザ・スナイパー          | 小山高男 | 五月女有作          | 五月女有作 | 水村良男 |
| 第22話                  | 10月11日       | ウソから出た大勝利!           | 山田隆司 | 殿勝秀樹            | 殿勝秀樹   | 沖浦啓之 |
| 第23話                  | 10月18日       | 恐怖! 魔のバイオ兵器          | 伊東恒久 | 小林哲也            | 小林哲也   | 黄瀬和哉 |
| 第24話                  | 10月25日       | 大冒険! 戦士オパオパ          | 渡辺麻実 | 貞光紳也            | 貞光紳也   | 井口忠一 |
| 第25話                  | 11月1日        | 優しき逃亡者アップル          | 山田隆司 | 山口直樹            | 高木真司   | 水村良男 |
| 第26話                  | 11月8日        | しのびよる復讐鬼!             | 山崎晴哉 | 綴爆                | 岡田聡     | 松本勝次 |
| 第27話                  | 11月15日       | 非情の反逆者リックス          | 渡辺麻実 | 殿勝秀樹            | 殿勝秀樹   | 沖浦啓之 |
| 第28話                  | 11月22日       | 神秘!? ジリオンパワー         | 渡辺麻実 | 貞光紳也            | 小林哲也   | 黄瀬和哉 |
| 第29話                  | 11月29日       | 壮絶! リックス死す!?          | 伊東恒久 | 綴爆                | 岡田聡     | 松本勝次 |
| 第30話                  | 12月6日        | 惑星マリス絶体絶命!           | 伊東恒久 | 殿勝秀樹            | 殿勝秀樹   | 井口忠一 |
| 第31話                  | 12月13日       | 勝利のラストシュート          | 伊東恒久 | 西久保瑞穂          | 西久保瑞穂 | 水村良男 |

## 放送局
| 放送対象地域   | 放送局             | 放送日時                                                                           | 放送系列       | ネット形態             | 備考                              |
| -------------- | ------------------ | ---------------------------------------------------------------------------------- | -------------- | ---------------------- | --------------------------------- |
| 関東広域圏     | 日本テレビ         | 日曜日 10:00 - 10:30(〜1987年9月27日) → 10:30 - 11:00(1987年10月4日〜)             | 日本テレビ系列 | 同時ネット             | 制作局                            |
| 宮城県         | ミヤギテレビ       | 日曜日 10:00 - 10:30(〜1987年9月27日) → 10:30 - 11:00(1987年10月4日〜)             | 日本テレビ系列 | 同時ネット             |                                   |
| 福島県         | 福島中央テレビ     | 日曜日 10:00 - 10:30(〜1987年9月27日) → 10:30 - 11:00(1987年10月4日〜)             | 日本テレビ系列 | 同時ネット             |                                   |
| 新潟県         | テレビ新潟         | 日曜日 10:00 - 10:30(〜1987年9月27日) → 10:30 - 11:00(1987年10月4日〜)             | 日本テレビ系列 | 同時ネット             |                                   |
| 静岡県         | 静岡第一テレビ     | 日曜日 10:00 - 10:30(〜1987年9月27日) → 10:30 - 11:00(1987年10月4日〜)             | 日本テレビ系列 | 同時ネット             |                                   |
| 近畿広域圏     | よみうりテレビ     | 日曜日 10:00 - 10:30(〜1987年9月27日) → 10:30 - 11:00(1987年10月4日〜)             | 日本テレビ系列 | 同時ネット             |                                   |
| 鳥取県・島根県 | 日本海テレビ       | 日曜日 10:00 - 10:30(〜1987年9月27日) → 10:30 - 11:00(1987年10月4日〜)             | 日本テレビ系列 | 同時ネット             |                                   |
| 広島県         | 広島テレビ         | 日曜日 10:00 - 10:30(〜1987年9月27日) → 10:30 - 11:00(1987年10月4日〜)             | 日本テレビ系列 | 同時ネット             | 最終回以降の傑作集は別枠で放送。  |
| 香川県・岡山県 | 西日本放送         | 日曜日 10:00 - 10:30(〜1987年9月27日) → 10:30 - 11:00(1987年10月4日〜)             | 日本テレビ系列 | 同時ネット             |                                   |
| 福岡県         | 福岡放送           | 日曜日 10:00 - 10:30(〜1987年9月27日) → 10:30 - 11:00(1987年10月4日〜)             | 日本テレビ系列 | 同時ネット             |                                   |
| 熊本県         | くまもと県民テレビ | 日曜日 10:00 - 10:30(〜1987年9月27日) → 10:30 - 11:00(1987年10月4日〜)             | 日本テレビ系列 | 同時ネット             |                                   |
| 北海道         | 札幌テレビ         | 日曜日 8:30 - 9:00                                                                 | 日本テレビ系列 | 時差ネット             |                                   |
| 福井県         | 福井放送           | 水曜日 17:00 - 17:30                                                               | 日本テレビ系列 | 時差ネット             | 1987年7月15日より放送             |
| 中京広域圏     | 中京テレビ         | 金曜日 17:00 - 17:30 (〜1987年10月2日迄) → 日曜日 10:00 - 10:30(1987年10月4日以降) | 日本テレビ系列 | 時差ネット→ 同時ネット | 10月4日放送分より同時ネットへ移行 |

1987年当時、地方局では2局の地域も多かった為、遅れネット、終了後纏め放送の地域もあれば、未ネットに終わった地域もあった。

## OVA
『赤い光弾ジリオン 歌姫夜曲（バーニング・ナイト）』
1988年6月21日発売のOVA。特製ブックレットをケース内に同梱。LDは1988年10月21日に発売された。
ジリオンキャラクターによる、テレビ版とは設定の異なるスピンオフ作品。本編におけるノーザ星人の各キャラクターは、新たにデザインされた人間としての登場人物に置き換えられている。参加したキングレコードの大月俊倫は、アメリカ映画『ストリート・オブ・ファイヤー』のパロディーのような作品と表現している。

### キャスト (OVA)
- JJ - 関俊彦
- チャンプ - 井上和彦
- アップル - 水谷優子
- リックス - 速水奨
- アドミス - 沢田敏子
- ガードック - 塩沢兼人
- ソラー - 富沢美智恵
- ナバロ - 安西正弘
- ゴード - 藤本譲
- エイミ - 本多知恵子
- デーブ - 中村大樹

### スタッフ (OVA)
- 脚本・監督 - 西久保瑞穂
- キャラクターデザイン・総作画監督 - 後藤隆幸
- メカデザイン - アンモナイト
- 作画監督 - 武田一也、黄瀬和哉
- 美術監督 - 多田喜久子
- 色彩設定 - 遊佐久美子
- 特殊効果 - 村上プロジェクト
- 撮影監督 - 横山幸太郎
- 音響監督 - 清水勝則
- 文芸協力 - 岩田弘・関島眞頼
- 音楽 - 入江純
- 制作協力 - I.Gタツノコ
- 制作 - 竜の子プロダクション
- 製作 - キングレコード

### 主題歌 (OVA)
オープニングテーマ「嘆きのKIDS」
作詞 - 吉元由美 / 作曲・編曲 - 入江純 / 歌 - 結城梨沙
エンディングテーマ「さよならの街角」
作詞 - 吉元由美 / 作曲・編曲 - 入江純 / 歌 - 結城梨沙
挿入歌
「僕に翼を」
作詞 - 吉元由美 / 作曲・編曲 - 入江純 / 歌 - 関俊彦、井上和彦、水谷優子
「黄昏どきのハートには」
作詞 - 吉元由美 / 作曲 - 川井憲次 / 編曲 - 川井憲次 / 歌 - 水谷優子
「フリーディア」
作詞・作曲 - 西村智博 / 編曲 - 玉麻尚一 / 歌 - 西村智博
「ラブソングはお前に」
作詞・作曲 - 西村智博 / 編曲 - 玉麻尚一 / 歌 - 西村智博

## 関連商品
- LD「赤い光弾ジリオン Vol.1」～「同 Vol.8」
- DVD「赤い光弾ジリオン DVD-BOX Vol.1」「同 Vol.2」
- Blu-ray「赤い光弾ジリオン Blu-ray-BOX」
- VHS/Beta「赤い光弾ジリオン 総集編 JJ対リックス 宿命の対決」 Hi-Fi STEREO（一部モノラル） COLOR 48MIN
- VHS/Beta「赤い光弾ジリオン 総集編 チャンプ&アップル ファンタスティック・メモリーズ」 Hi-Fi STEREO（一部モノラル） COLOR 45MIN

以上、バップ（Vap）より発売。
- LP/CD/TAPE「赤い光弾ジリオン 音楽編」サウンドトラック
- LP/CD/TAPE「赤い光弾ジリオン WHITE NUTS」サウンドトラック
- LP/CD/TAPE「赤い光弾ジリオン Let It Rock」アレンジバージョン
- LP/CD/TAPE「赤い光弾ジリオン お洒落倶楽部」パロディドラマ
- LP/CD/TAPE「赤い光弾ジリオン あぶないMUSIC」サウンドトラック
- VHS/Beta/LD ミュージックビデオ「赤い光弾ジリオン エイミ ペンギンズ・ダイアリー」シーン別総集編

以上、スターチャイルドレコード（キングレコード）より発売。
- ボイスドラマ『アニメイトカセットコレクション 赤い光弾ジリオン シークレットパーティ』
ムービック発売。カセットテープで発売されたコメディ調のボイスドラマ。
Mr.ゴードの誰も引っかからないような作戦に見事おびき寄せられたリックス。JJとリックスのおバカ対決が始まった!
- 光線銃「ジリオン」（コード付きの旧型、およびコードレスタイプの新型）
- 「サウンドスコープ」
- 「ジリオンバズーカ」
- セガ・マークIII用ゲーム「赤い光弾ジリオン」
- セガ・マークIII用ゲーム「トライフォーメーション」
- フィギュア・プラモデルなど
主役3人の可動式フィギュア。Jr.アクションシリーズを除く、ライディングセプター、完全変形トライチャージャーにそれぞれを搭乗させることが出来た。
ビッグポーター
エアロキャリッド
アクアキャリッド
ランドキャリッド
ライディングセプター
完全変形トライチャージャー
Jr.アクションシリーズと呼ばれる、バギー形態とアーモレーター形態の2種別売りのトライチャージャーの廉価玩具。それぞれプルバック式走行とぜんまいばねによる歩行が可能。
Jr.アクションシリーズによるライディングセプター。プルバック式走行が可能。
Jr.アクションシリーズによる、オパオパとウパウパ
Jr.アクションシリーズによる、ノーザ・レイカー。ぜんまいばねによる歩行が可能。

以上、セガ（後のセガトイズ）より発売。

### 設定資料・ムックなど
- 書籍「赤い光弾ジリオン99の謎」（アニメディア'87年10月号第1付録）
- 書籍「別冊アニメディア 赤い光弾ジリオン 完璧版」
- 書籍「アニメV別冊 赤い光弾ジリオン 歌姫夜曲」

以上、学習研究社（学研）より発売。
- ジリオン・クリエーションズ 設定資料集（キャラクター編）
- ジリオン・クリエーションズ2 設定資料集（キャラクター&メカニックス&武器類&背景 編）

以上、株式会社ムービック（英語 Movic）より発売。
その他、文房具がアニメイトやセイカノート（後のサンスター文具）から発売された。

## 備考
- マイケル・ジャクソンは日本のアニメなどに造詣が深かったが、本作は特にお気に入りの一つで、実際「Scream」のPVでは、JJがワンカット登場している[7]。
- 本作の情報は講談社の『コミックボンボン』、『スーパーボンボン』、『テレビマガジン』[8]、『たのしい幼稚園』の各誌で掲載。岩田和久による漫画化・絵巻物化もされている。
- 超高速光線銃ジリオンの初期型フォルムは、セガ・マスターシステム用の光線銃「Light Phaser Gun」に流用され発売されたが、日本では未発売となっている。
- MORPG『ファンタシースターオンライン』『ファンタシースターユニバース』において「ルビーバレット」の名称で、ジリオンが激レアのハンドガン装備品として実装された。
- コンピュータRPG『デビルサマナーソウルハッカーズ』では、ジリオンが「ジリオニウムガン（銃）」の名称で実装された。
- 後に放映された『超音戦士ボーグマン』の作中にも、登場キャラクターの使用する銃にニュージリオンと同じデザインの銃が登場している。スポンサーが同じSEGAであることや、メンバーが男性2人、女性1人という点など、『ジリオン』との共通点も多く含まれているが、『ボーグマン』のキャラクターデザインを担当した菊池通隆は、後にスポンサーが同じとはいえ、ジリオンと同じデザインの銃を描くのは辛かった由の発言を自身の画集「The Next Generation 菊池通隆画集」で述べている。
- 『NG騎士ラムネ&40EX2 ユラユラ銀河帝国大混戦!』のアップル・ティの名前とデザインは本作のアップルを模しており、担当声優はアップルと同じ水谷優子。